# NGC 6501
NGC 6501 ist eine linsenförmige Galaxie vom Hubble-Typ S0/a im Sternbild Herkules am Nordsternhimmel. Sie ist schätzungsweise 144 Millionen Lichtjahre von der Milchstraße entfernt und hat einen Durchmesser von etwa 75.000 Lichtjahren. Gemeinsam mit NGC 6500 bildet sie das isoliert gelegene, gravitativ gebundene Galaxienpaar KPG 526.
Sie gilt als Mitglied der sechs Galaxien zählenden NGC 6500-Gruppe (LGG 414).
Das Objekt wurde zusammen mit NGC 6500 am 29. Juni 1799 von Wilhelm Herschel mit einem 18,7-Zoll-Spiegelteleskop entdeckt, der dabei „Two (NGC 6500 & NGC 6501) both vF, vS; place that of the following one, preceding one about 4′ more south and 5 or 6 seconds preceding“ notierte.